# 後翼舒蛇鰻
後翼舒蛇鰻，為輻鰭魚綱鰻鱺目糯鰻亞目蛇鰻科的其中一種，分布於中西太平洋菲律賓塔拉塔拉島海域，棲息深度可達48公尺，體長可達11公分，棲息在底層水域，屬肉食性，以小魚及蝦子為食。